# Sorci verdi (programma televisivo)
Sorci verdi è stato un programma televisivo italiano con la conduzione di J-Ax e del pupazzo di un topolino, in onda dal 5 ottobre 2015 al 3 novembre 2015 in seconda serata su Rai 2.

## Il programma
Il programma si ispirava ai late night show all'americana, dai toni irriverenti e "politicamente scorretti", termine con il quale si auto-definisce lo stesso conduttore J-Ax. Nel programma si affrontavano diversi argomenti, in modo ironico e satirico. Il conduttore stesso non risparmiava neanche i suoi datori di lavoro, punzecchiando la stessa Rai sul fatto di essere vecchia e retrograda. Ogni puntata prevedeva inoltre un'intervista ad un personaggio del mondo della televisione e dello spettacolo, e alcune esibizioni dal vivo di J-Ax.
La sequenza delle puntate da trasmettere in onda fu interrotta bruscamente a causa di un indice di ascolti molto basso.

### Musiche
L'accompagnamento musicale del programma era eseguito dal vivo da Paolo Jannacci, assieme a Steve Luchi e Marco Arata, rispettivamente batterista e chitarrista di J-Ax. Ai Two Fingerz era invece affidato lo spazio delle battaglie rap.

## Ascolti
Anteprima
| Puntata   | Messa in onda  | Telespettatori | Share |
| --------- | -------------- | -------------- | ----- |
| Anteprima | 2 ottobre 2015 | 284.000        | 4,75% |

Puntate
| Puntata       | Messa in onda   | Ospiti                | Telespettatori | Share |
| ------------- | --------------- | --------------------- | -------------- | ----- |
| 1             | 5 ottobre 2015  | Maria De Filippi      | 485.000        | 5,51% |
| 2             | 13 ottobre 2015 | Marco Travaglio       | 340.000        | 4,36% |
| 3             | 20 ottobre 2015 | Cochi e Renato, Weedo | 525.000        | 6,11% |
| 4             | 27 ottobre 2015 | Fedez                 | 211.000        | 2,31% |
| 5             | 3 novembre 2015 | Jerry Calà            | 259.000        | 2,91% |
| Media Auditel | Media Auditel   | Media Auditel         | 364.000        | 4,24% |